# Mojoceratops
Mojoceratops Longrich, 2010 è un dinosauro appartenente ai ceratopsidi, vissuto nel Cretacico superiore (tra Santoniano e Campaniano, circa 84,9-70,6 milioni di anni fa), i cui resti fossili sono stati ritrovati in Canada.
Scoperto nel 2010 da Nicholas R. Longrich, Mojoceratops è conosciuto per il ritrovamento di un cranio parziale e per un olotipo. I reperti sono stati rinvenuti in Alberta e Saskatchewan (regioni del Canada).